# La llamada
La llamada è un singolo della cantante statunitense Selena, pubblicato nel 1993 ed estratto dall'album Selena Live!.

## Il brano
Il brano è stato scritto da Pete Astudillo e A.B. Quintanilla III e prodotto da quest'ultimo con l'argentino Bebu Silvetti. 
La canzone ha raggiunto la posizione numero 5 della classifica Hot Latin Songs nell'ottobre 1993.

## Formazione
- Selena – voce
- Ricky Vela – tastiera
- Joe Ojeda – tastiera
- Chris Pérez – chitarra